# Louis d’Armagnac-Nemours
Louis d’Armagnac (1472 – Cerignola, 1503. április 28.) francia főnemes, 1481-től Guise grófja, 1500-tól Pardiac grófja, Nemours hercege, VIII. Károly és XII. Lajos francia király hadvezére, 1501-től a Nápolyi Királyság francia alkirálya. A második itáliai háborúban, a spanyolok ellen vívott cerignolai csatájában esett el.

## Élete

### Származása
Louis herceg édesapja Jacques d’Armagnac (1433–1477) volt, Pardiac és Marche grófja, Carlat őrgrófja, Nemours hercege, Bernard d’Armagnac és Éléonore de Bourbon, marche-i grófnő és nemours-i hercegnő fia. Édesanyja Louise d'Anjou (1445–1477) volt, IV. Charles d’Anjou maine-i gróf és Isabelle de Luxembourg grófnő leánya. Hatan voltak testvérek:
- Jacques d’Armagnac (1468–1477), gyermekként meghalt.
- Jean d’Armagnac (1470–1500), Nemours hercege, Pardiac grófja, 1492-ben Yolande de La Haye-t († 1517) vette feleségül.
- Louis d’Armagnac (1472–1503), 1500-tól Nemours hercege, 1481-től Guise grófja,
- Marguerite d’Armagnac (1464–1503), Guise grófkisasszonya, Pierre de Rohan-Gié herceg († 1513) felesége,
- Catherine d’Armagnac (1466–1487), aki 1484-ben II. Bourbon Jánoshoz (1426–1488), Bourbon hercegéhez ment feleségül,
- Charlotte d’Armagnac (1477–1504), Guise grófkisasszonya, aki Charles de Rohan-Gié herceghez († 1528), sógora, Pierre de Rohan-Gié herceg első házasságból származó fiához ment feleségül.

### Gyötrelmes gyermekkora
Apja, Jacques d’Armagnac, Nemours hercege összeesküvést szőtt XI. Lajos király ellen. 1470 áprilisában letartóztatták és a Bastille-ban kínvallatásnak vetették alá. A párizsi parlament halálra ítélte. 1477. augusztus 4-én Párizs központi piacterén (a mai Les Halles helyén) kivégezték, javait a korona javára elkobozták. Az ekkor már elborult elméjű király utasítására a herceg két élő fiát, a 7 éves Jeant és az 5 éves Louis-t a vérpadra állították, fehérbe öltöztetve, hogy apjuk rájuk fröccsenő vérét mindenki jól láthassa. A kivégzés után a gyerekeket ebben az állapotban a Bastille-ba zárták, szűk ketrecekbe, ahol sem állni, sem pihenni nem tudtak. Heti rendszerességgel megverték őket, fogaikat kihúzták, és más kínzásokat is el kellett szenvedniük. Csak hat év múlva, 1483-ban szabadulhattak ki, XI. Lajos halála után, amikor annak fia, VIII. Károly lépett trónra. Az idősebb, Jean beleőrült a kínzásokba. Louis írott vallomást tett a sorsukat vizsgáló bizottság elé, tanúsítva átélt gyötrelmeiket. 1484-ben VIII. Károly visszahelyezte őket jogaikba, Jean d’Armagnac-nak visszaadta az apjuktól elkobzott földbirtokok egy részét, és hercegi címeit. A harmadik fiú, Louis a kor szokása szerint az egyházi vagy a katonai pálya között választhatott.

### Az itáliai háborúk hadvezére
Louis d’Armagnac a király szolgálatába állt, elkísérte VIII. Károlyt a nápolyi hadjáratban. 1495. június 28-án Bérault Stuart d'Aubigny marsall oldalán részt vett seminarai csatában, ahol vereséget mértek II. Ferdinánd nápolyi király seregére és Gonzalo Fernández de Córdoba spanyol segédcsapatára.
VIII. Károly az Île-de-France-i Longjumeau és Chilly városokat adományozta Louis-nak. Longjumeau-t II. René, Lotaringia hercege elfoglalta tőle, majd eladta a Gaillard családnak. 1499-ben megegyeztek, a Gaillard-ok kifizették Armagnacot, és megtartották Longjumeau-t. Louis bátyja, Jean d’Armagnac, akit elborult elméje miatt családja többször megpróbált gondnokság alá helyeztetni, 1500-ban utód nélkül elhunyt, hercegi címeit és megmaradt birtokait öccse, Louis örökölte.

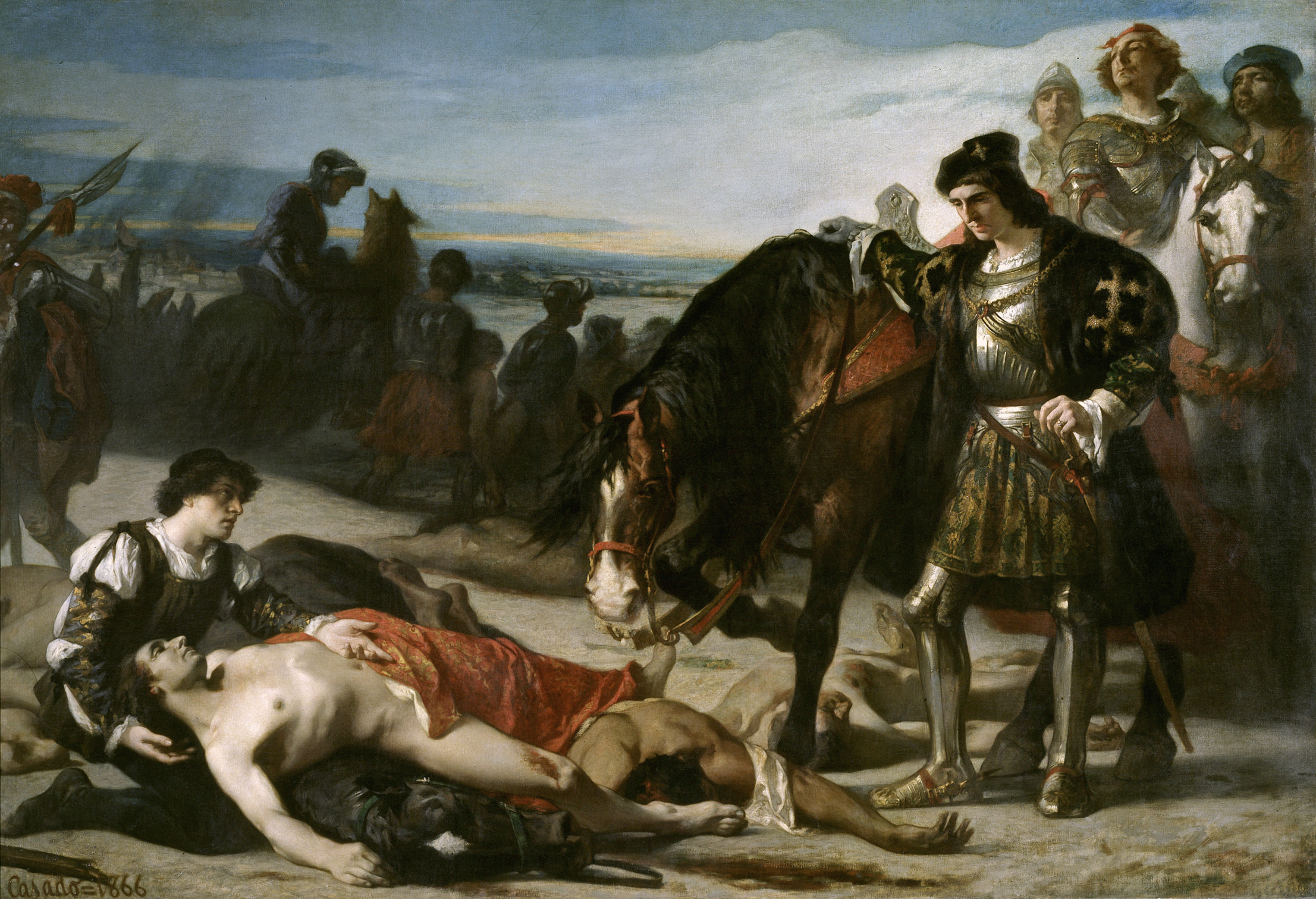
Gonzales de Córdoba spanyol hadvezér a cerignolai csatatéren, Louis d’Armagnac holtteste előtt.

Louis d’Armagnac részt vett a második itáliai háborúban is, XII. Lajos francia király hadvezéreként. 1501-ben, Nápoly francia–spanyol közös elfoglalása után a király őt nevezte ki a Nápolyi Királyság francia alkirályává, de nem tudta megvédeni királyságát. Az itáliai francia és spanyol megszállók között háború tört ki, ennek során Louis d’Armagnac 1503. április 28-án a cerignolai csatában ismét Gonzalo Fernández de Córdoba herceggel került szembe, akit kiváló hadvezéri tettei nyomán a Nagy Kapitány-nak neveztek. A francia nehézfegyverzetű gendarme lovasság, és a svájci pikás gyalogság háromszoros túlerőben volt Gonzalo de Córdoba veterán spanyol katonáival szemben, azok azonban jól kiépített védelmi állásokból, puskások tüzével állították meg a francia rohamokat. Louis d’Armagnac, Nemours hercege, Nápoly alkirálya is elesett a harcban. A francia királyi haderő az egész Nápolyi Királyságot végleg elvesztette.

## Öröksége
Louis halálával az Armagnac-ház férfiágon kihalt. Guise grófjának címét sógora, Pierre de Rohan-Gié herceg örökölte. Nemours hercegének címe visszaszállt a koronára. 1508-ban XII. Lajos király unokaöccsének, Gaston de Foix-nak, Narbonne vikomtjának adta, aki 1507–12 között a cambrai-i liga háborúi során az észak-itáliai hadjáratokban vezette a királyi hadakat.